# Josep Conangla i Escudé
Josep Conangla i Escudé (L'Ametlla de Merola, 15 de novembre del 1896 – 17 de maig del 1971) va ser un compositor molt vinculat a la vida cívica de l'Ametlla de Merola, colònia industrial de Puig-reig, per a la qual compongué les músiques de Pastorets.

## Biografia
La vocació musical de Josep Conangla es manifestà ja en la infància: estudià solfeig i violí, i als 10 anys començà a tocar en l'orquestra de l'Ametlla de Merola. Estudià també piano amb el que fou organista de Santpedor, mossèn Josep Carreras i, posteriorment, harmonia i piano amb Joaquim Pecanins, que dirigí l'Orfeó Manresà. Dirigí la Societat Coral Agrupació de Cantaires Navassencs del 1940 fins a l'any 1949, quan el reemplaçà l'artesenc Josep Maria Castella.
Compongué obres de caràcter religiós, com una missa, i altres de tipus profà: peces per a piano, cançons i sardanes. Musicà obres de teatre i també fou responsables de música de diverses sarsueles. Molt vinculat al seu poble natal, Conangla va ser l'encarregat de renovar la música dels Pastorets de l'Ametlla de Merola, fou autor de les caramelles que s'hi canten per Pasqua i dels arranjaments de les músiques del Ball de Nans i del Ball de Cascavells de la seva Festa Major. Posà lletra a la sardana d'Antoni Català La visió de la ginesta.
Els seus fills Jaume i Ramon Conangla i Canals van ser també compositors de sardanes i altres obres, i el seu net Josep Maria Conangla i Triviño és pianista i autor de la música del ball de gegants de l'Ametlla de Merola.

## Obres
- Amor triomfant (1954), obra de teatre de Francesc d'Assís Picas i Pons amb música de Conangla i Lluís G. Jordà
- Anyell de Déu, per a cor
- Els bandolers de Gratallops, obra de teatre de Francesc d'A. Picas
- Del municipi al mar, sarsuela
- Entre el vici i la infàmia, obra de teatre, música de J.Conangla
- Flaires muntanyencs, recull de cançons populars presentat al concurs de l'Obra del Cançoner Popular del 1922
- La flor de Nadal (1949), Pastorets amb lletra de Francesc d'Assís Picas
- L'infant que es desencamina (1917), sarsuela en tres actes amb lletra de Francesc Gay i Coll
- La llum de l'establia (1930), Pastorets
- El naixement del Salvador (1922), Pastorets
- La nit de la Pasqua (1934), sarsuela en tres actes amb lletra de Francesc Gay
- Renovació de les músiques dels Pastorets de l'Ametlla de Merola
- La por de la mestressa (1943), sarsuela infantil en dos actes
- La Rosa de Jericó (1925), Pastorets
- Sant Domènec del Val, obra de teatre, música de J.Conangla
- Sant, Sant, Sant, per a cor
- Un detective genial (1941), opereta en tres actes amb lletra de Josep Maria Comas i Roca
- La venjança de Jesús. Els Pastorets de Betlem
- Vides concèntriques (1951)

- Arranjament per a cobla de les músiques del Ball de Nans i del Ball de Cascavells de l'Ametlla de Merola (1928)
- Cançons: Amor perdido, Ave Maria (1942), Bell esguard, La canción de la sopa Prisa, Cançó de benvinguda a la "Madre", Cant de bressol (1935), Canticel·la de les trenes (1963), Déu vos salve, Maria (1914), Els dolors de Maria, El gira-sol, Himne a sis veus, Himne a l'Estrella de Mar, Himne del C.F.Sallent, El mar és una melodia, Mare de l'Amor Diví, El meu cor és bell Nadal, Nit de tramuntana (1963), Pare Nostre (1965), Plegaria al Santo Cristo del Perdón, La porta del sagrari, Qué delicia de coñac!, Sia vostra gran puresa, T'he vist passar, Treva nadalenca (1967), Troballa de la Mare de Déu de Queralt (1963), Virolai a la Verge de Fàtima (1963), Visita de la Mare de Déu
- Caramelles: Avui és dia de Glòria, Cants de Pasqua (1955), Déu te guard, Pasqua florida, Primaveral (1946), Resurrecció, Som petits, petits..., Vola cançó

### Sardanes
- Alegre Joventut (1965)
- Amor etern (1964), premi Vicenç Bou de la "Dia de la Sardana 1965"
- Andorra, terra d'encís (1966). Enregistrada
- Assumpció (1943), a la seva filla
- Bell encís (1925)
- La bella filadora (1951)
- Casserres gentil (1942). Enregistrada a El Berguedà. Sardanes (L.P. Barcelona: Àudio-visuals de Sarrià, 1988. Ref. 20.1353)
- Colla Sant Martí de Puig-reig (1967)
- Dalt del cel (1971)
- Dansaires ametllencs (1927)
- Les dues amigues (1942)
- Les dues germanes (1959)
- Enyorança (1947)
- És la dansa més bella (1927)
- L'estrella victoriosa (1936)
- Eterna il·lusió (1948)
- Festa Major de l'Ametlla de Merola (1948). Enregistrada a El Berguedà. Sardanes (L.P. Barcelona: Àudio-visuals de Sarrià, 1988. Ref. 20.1353)
- Floretes catalanes (1946)
- La font de la Placeta (1959)
- La gentil Anna Maria (1960)
- Joiós esclat (1937)
- La Maria Dolors i la Maria Mercè (1960)
- La meva pubilla (1951), dedicada a la seva filla Maria Dolors
- Navàs dansa (1968). Enregistrada a Sardanes al Bages (L.P. i casset, Barcelona: Àudio-visuals de Sarrià,. AVS 20.1398)
- Pasqua del Senyor, sardana cantada
- La plaça de les Mèlies (1961)
- El poble pagès
- Pom de roselles (1924)
- Primavera a Catalunya (1966)
- Primaveral (1946), amb lletra de Lluís Calveres
- Puig-reig està de festa (1937)
- Quin dia més bonic
- El rossinyol presoner (1968)
- La sardana del Lluquet i el Rovelló
- Un idil·li al jardí (1937)